# Upplands runinskrifter 588
Upplands runinskrifter 588 är en försvunnen vikingatida runsten som funnits i Gärsta, Edsbro socken och Norrtälje kommun. Runstenens höjd är omkring 1,50 meter och dess största bredd omkring 1,20 meter. Inskriften var oläslig redan på 1600-talet. Enligt en tradition skall runstenen ha lagts in i den gamla landsvägsbron vid Gärsta.

## Inskriften
Translitterering av runraden:
[ia · ttþt · aþsanʀna · nnn]
Normalisering till runsvenska:
... ... ... ...
Översättning till nusvenska:
...